# András Pályi
András Pályi (n. 1942) este un scriitor maghiar.
1. ↑  Katalog der Deutschen Nationalbibliothek, accesat în 29 mai 2020
2. ↑  ]][[Categorie:Articole cu legături către elemente fără etichetă în limba română, accesat în 1 iulie 2020
3. ↑  Katalog der Deutschen Nationalbibliothek, accesat în 10 iunie 2020
4. ↑   https://pim.hu/hu/marai-sandor/marai-dijasok-2011-2017 Lipsește sau este vid: |title= (ajutor)
5. 1 2 3   http://www.irodalmijelen.hu/05242013-1358/palyi-andras Lipsește sau este vid: |title= (ajutor)
6. ↑   http://www.litera.hu/hirek/dery_dij_2011 Lipsește sau este vid: |title= (ajutor)